# Mesa (álbum de Dana Key, Dallas Holm e Jerry Williams)
Mesa é um projeto paralelo dos artistas Dana Key, Dallas Holm e Jerry Williams (vocalista do grupo Harvest), lançado no início de 1993.

## Faixas
1. "Faithful Son"
2. "Cry for Life"
3. "Learning to Believe"
4. "Guilty"
5. "Fly Like an Eagle"
6. "All I Will Ever Need"
7. "Fool's Gold"
8. "Comfort Me"
9. "Gotta Serve Somebody"